# 平岡由香
平岡 由香（ひらおか ゆか、2月10日 - ）は、日本の女性歌手、女優、ボイストレーナー。VT Artist Development所属。東京都出身。

## 略歴
22歳でアーティスト（後述）のバックコーラスとして活動開始。ライブ、テレビ出演、レコーディングなどに帯同する。加えて斎藤ノヴプロデュースによる女性ファンクバンドSIMBA SALOONのボーカルとして2年間活動。劇団四季ミュージカル「マンマ・ミーア!」のオリジナルキャストとして出演を果たす。ブロードウェイ・ミュージカル「Violet」に出演、多数のゴスペルクワイアに所属・参加しており、Tramain・Hawkinsの来日コンサートに参加。ボイストレーナーとして歌唱指導（詳細後述）も行い、ゴスペルクワイアのディレクターも兼務。

## 活動経歴
アーティスト帯同（ライブ、レコーディング、TVなど）
- 倖田來未
- 中島美嘉
- 大塚愛
- K
- ピーボ・ブライソン
- 角松敏生
- 別所哲也
- 高中正義
- 島谷ひとみ
- Tramaine Hawkins
- 玉置浩二
- Kiroro
- Skoop On Somebodyなど

テレビ
- 日本テレビ系列
  - オムニバスドラマ「死ぬかと思った」主題歌歌唱
  - 「演歌の女王」劇中歌歌唱
- 東海テレビ 「いつかこの雨がやむ日まで」（戸塚怜役として出演）

舞台出演
- 劇団四季ミュージカル「マンマ・ミーア!」アンサンブル
- ブロードウェイミュージカル「Violet」ゴスペルソリスト、ルーラ役など
- サンリオピューロランド「Egg’n‘Roll Easter!」「Egg’n‘Roll Easter!Blast」歌唱

歌唱指導作品
- 東海テレビ 「いつかこの雨がやむ日まで」
- 2019年10月ミュージカル「FACTORY GIRLS ～私が描く物語～」（演出：板垣恭一）
- 2020年
  - 9月ミュージカル「フラッシュダンス」（演出:岸谷五朗）
  - 12月 ふぉ〜ゆ〜Zeppツアー「ENTA!3」
- 2021年9月 柚希礼音ソロコンサート「REON JACK4」
- 2021年
  - 10月 ミュージカル「マドモアゼル モーツァルト」（演出：小林香）
  - 10月 ミュージカル「October Sky」（演出：板垣恭一）
  - 12月 ふぉ〜ゆ〜Zeppツアー「ENTA!4」
- 2022年
  - 2月 ミュージカル「カーテンズ」（演出：城田優）
  - 3月 amuse presents「Handsome W Live」（演出：小林香）
  - 5月 ミュージカル「The Parlor」（演出：小林香）
  - 7月 地球ゴージャスプロデュース音楽劇「クラウディア」（演出：岸谷五朗）
  - 12月 ふぉ〜ゆ〜Zeppツアー「ENTA!5」
- 2023年
  - 1月 ミュージカル「悪魔の毒毒モンスターREBORN」（演出：池田鉄洋）
  - 3月 ミュージカル「マリー・キュリー」（演出：鈴木裕美）
  - 8月 ミュージカル「ビートルジュース」（演出：福田雄一）
  - 9月 明日海りお20周年コンサート 「VOICE IN BLUE」
  - 12月 新作ミュージカルトライアウト「ジル・ド・レ ～吾輩は娼館の蚤である～」（ウキヨホテルプロジェクト）